# Jefe de Estado Mayor de la Armada (España)
El almirante jefe de Estado Mayor de la Armada (AJEMA), o simplemente jefe de Estado Mayor de la Armada, es el oficial militar de la Armada española de mayor rango que, bajo la autoridad del ministro de Defensa, tiene el mando de la rama marítima de las Fuerzas Armadas y, como tal, es el principal asesor del jefe de Estado Mayor de la Defensa en el ámbito de su ejército, además de asesorar también al ministro de Defensa, al secretario de Estado de Defensa y al subsecretario de Defensa.
El AJEMA es nombrado por el rey a propuesta del ministro de Defensa tras deliberación del Consejo de Ministros. El nombramiento habitualmente recae en un almirante del Cuerpo General de la Armada y, desde el año 1999, lleva aparejado el ascenso al empleo de almirante general. Tiene rango de subsecretario.
El jefe del Estado Mayor convoca las reuniones y coordina los esfuerzos del Estado Mayor de la Armada (EMA), principal órgano auxiliar de mando del AJEMA, al que asistirá en el ejercicio de sus competencias y en las responsabilidades que tiene asignadas sobre la organización de la Armada, preparación de la Fuerza y administración de los recursos asignados. El EMA tiene todo un cuerpo de funcionarios militares a su servicio, y entre los principales oficiales destacan el almirante segundo jefe del Estado Mayor de la Armada, el almirante de la Flota (ALFLOT), el almirante de Acción Naval (ALNAV), el almirante de Acción Marítima (ALMART), el comandante general de la Infantería de Marina (COMGEIM), el comandante de la Flotilla de Aeronaves (COMFLOAN) y el  comandante de la Flotilla de Submarinos (COMSUBMAR).
Desde el 25 de abril de 2023, el cargo es ocupado por el almirante general Antonio Piñeiro Sánchez, anterior almirante jefe de Personal de la Armada (JEPER).

## Funciones
Las funciones más importantes del almirante jefe del Estado Mayor de la Armada, recogidas en el Título I del Real Decreto 872/2014, de 10 de octubre, sobre la organización básica de las Fuerzas Armadas, son las siguientes:
- Asesora al ministro de Defensa en la preparación, dirección y desarrollo en todas las cuestiones de la política del Ministerio que afecten a la Armada.
- Asesora al jefe de Estado Mayor de la Defensa en aspectos relativos a la de la rama marítima de las FAS.
- Asesora al secretario de Estado de Defensa en la planificación y dirección de la política económica, de armamento y material, de infraestructura y de los sistemas de información y telecomunicaciones y de la seguridad de la información en el seno de la Armada.
- Asesora al subsecretario de Defensa en el planeamiento, dirección e inspección de la política de personal y enseñanza, colaborando con el Subsecretario en su desarrollo e informándole de su aplicación.
- Es responsable de la instrucción, adiestramiento, apoyo logístico en la Armada, garantizando la adecuada preparación de la Fuerza de la marina de guerra para su puesta a disposición de la estructura operativa de las Fuerzas Armadas.
- Desarrolla la doctrina militar y organización dentro de la Armada, ajustándose a lo dispuesto por el ministro de Defensa.
- Vela por los intereses generales del personal militar bajo su mando, tutelando el régimen de derechos y libertades derivado de la norma constitucional y las leyes.
- Dirige la gestión de personal de la Armada, velando por la moral, motivación, disciplina y bienestar del personal.

## Historia
El cargo de AJEMA fue creado el 13 de julio de 1895 a la vez que el Estado Mayor General de la Armada, que sustituía a la Subsecretaría de Marina. La Jefatura estaba reservada a oficiales con cargo mínimo de contraalmirante.
Por decreto de 30 de marzo de 1899, se vuelve a crear la Subsecretaría de Marina que asume las competencias de la Secretaría militar y del Estado Mayor General de la Armada, pasando su titular a llamarse subsecretario de Marina y jefe del Estado Mayor General de la Armada. La jefatura desapareció finalmente en 1900.
En diciembre de 1902 se creó el Estado Mayor Central de la Armada (EMCA), cuyo titular volvía a ser un jefe bajo la denominación jefe del Estado Mayor Central. Se volvió a suprimir en agosto de 1903. Por la Ley de 7 de enero de 1908, que reforma los Institutos, organismos y servicios de la Marina, y la creación, dentro de los recursos disponibles, creaba de nuevo el EMCA. Al AJEMA se le otorgaba la presidencia de la Junta que informaba al ministro de Marina de los asuntos navales, salvo si no poseía el rango de vicealmirante, que entonces la presidía el vicealmirante jefe de la Jurisdicción Central de la Armada y el AJEMA actuaba como vocal. Esta ley fue desarrollada por el reglamento del 17 de enero que limitaba esta posición a oficiales de rangos de Vicealmirantes o Contraalmirantes.

El 20 de octubre de 1927 el EMCA es sustituido por la Dirección General de Campaña y de los Servicios del Estado Mayor (DGCSEM) frente a al cual estaba un vicealmirante con el título de director general del mismo órgano. El 15 de octubre de 1930 la DGCSEM es suprimida, se crea el Estado Mayor de la Armada (EMA) y con él, la Jefatura del Estado Mayor de la Armada (de la que dependía directamente la Escuela de Guerra Naval), aunque no será hasta diciembre de 1930 que la denominación del director general pasa a la de AJEMA.
Durante la Guerra Civil, cada bando estableció su Estado Mayor. Mientras que el bando sublevado mantuvo el Estado Mayor de la Armada, el bando republicano tuvo principalmente el Estado Mayor de la Marina, aunque brevemente se creó el Estado Mayor Central de las Fuerzas Navales de la República después.
Tras el final de la Guerra Civil, el franquismo volvió a dividir los ministerios destinados a la defensa en tres, uno para cada ejército y mantuvo el Estado Mayor de la Armada hasta nuestros días, con el jefe o almirante jefe de Estado Mayor de la Armada al frente.

## Titulares
| Desde                               | Hasta                               | Nombre                                    | Notas |
| ----------------------------------- | ----------------------------------- | ----------------------------------------- | --- |
| 13 de julio de 1895                 | 19 de marzo de 1896                 | Zoilo Sánchez de Ocaña y Vieitiz          | |
| 19 de marzo de 1896                 | 22 de octubre de 1896               | Fernando Martínez de Espinosa y Echeverri | |
| 22 de octubre de 1896               | 1 de abril de 1897                  | Segismundo Bermejo y Merelo               | Ministro de Marina (1897-1898)                                                                            |
| 20 de agosto de 1897                | †9 de agosto de 1898                | Ismael Warleta Ordovás                    | |
| 17 de agosto de 1899                | 25 de octubre de 1899               | Manuel Mozo y Díaz Robles                 | Subsecretario de Marina y jefe del Estado Mayor General de la Armada (Desde 30 de marzo de 1899)          |
| 25 de octubre de 1899               | 20 de abril de 1900                 | Antonio Terry y Rivas                     | Subsecretario de Marina y jefe del Estado Mayor General de la Armada                                      |
| 20 de abril de 1900                 | 7 de noviembre de 1900              | Antonio Moreno de Guerra y Cróquer        | Subsecretario de Marina y jefe del Estado Mayor General de la Armada                                      |
| 7 de noviembre de 1900              | 11 de marzo de 1901                 | José María Pilón y Sterling               | Subsecretario de Marina y jefe del Estado Mayor General de la Armada                                      |
| 24 de diciembre de 1902             | 19 de agosto de 1903                | Pascual Cervera y Topete                  | |
| 17 de enero de 1908                 | 10 de junio de 1909                 | Federico Estrán y Justo                   | |
| 10 de junio de 1909                 | 19 de abril de 1910                 | José de la Puente y Bassave               | |
| 19 de abril de 1910                 | 27 de septiembre de 1912            | Joaquín María de Cincúnegui y Marco       | |
| 27 de septiembre de 1912            | 4 de julio de 1913                  | Francisco Chacón y Pery                   | |
| 5 de julio de 1913                  | 5 de septiembre de 1914             | Antonio Perea y Orive                     | |
| 5 de septiembre de 1914             | 19 de enero de 1915                 | Orestes García de Paadín y García         | |
| 19 de enero de 1915                 | 23 de marzo de 1918                 | José Pidal Rebollo                        | - Ministro de Marina (1911-1912 y 1918) - Capitán general de la Armada (Ad honorem) (1918-† 1920)         |
| 24 de marzo de 1918                 | 21 de noviembre de 1919             | Adriano Sánchez Lobatón                   | |
| 21 de noviembre de 1919             | 13 de mayo de 1920                  | José María Chacón y Pery                  | - Ministro de Marina (1918-1919) - Capitán general de la Armada (Ad honorem) (1920-† 1922)                |
| 13 de mayo de 1920                  | † 2 de febrero de 1924              | Gabriel Antón Iboleón                     | |
| 8 de febrero de 1924                | 10 de junio de 1924                 | Ignacio Pintado Gough                     | |
| 10 de junio de 1924                 | 4 de mayo de 1927                   | Juan Carranza y Garrido                   | |
| 4 de mayo de 1927                   | 28 de noviembre de 1927             | José Rivera Álvarez de Canero             | |
| 28 de octubre de 1930               | 22 de diciembre de 1930             | José Núñez y Quijano                      | Director general de Campaña y de los Servicios de Estado Mayor (hasta 1930)                               |
| 24 de diciembre de 1930             | 21 de agosto de 1931                | Juan Cervera Valderrama                   | |
| 25 de septiembre de 1931            | 19 de julio de 1936                 | Francisco Javier de Salas González        | - Inspector general de la Armada - Ministro de Marina (3 de abril–6 de mayo y 14–30 de diciembre de 1935) |
| Comienzo de la Guerra Civil         |                                     |                                           | |
| 19 de julio-2 de septiembre de 1936 | 19 de julio-2 de septiembre de 1936 | Vacante                                   | Vacante                                                                                                   |
| 2 de septiembre de 1936             | 27 de octubre de 1937               | Miguel Buiza Fernández-Palacios           | Designado Comandante de la Marina de la República                                                         |
| 27 de octubre de 1937               | 8 de enero de 1939                  | Luis González de Ubieta                   | Designado Comandante de la Marina de la República                                                         |
| 8 de enero-5 de marzo de 1939       | 8 de enero-5 de marzo de 1939       | Miguel Buiza Fernández-Palacios (2.ª vez) | Designado Comandante de la Marina de la República                                                         |
| 28 de octubre de 1936               | 1 de abril de 1939                  | Juan Cervera Valderrama (2.ª vez)         | Almirante Jefe del Estado Mayor Central de la Armada                                                      |
| Después de la Guerra Civil          |                                     |                                           | |
| 1 de abril de 1939                  | 16 de agosto de 1939                | Juan Cervera Valderrama                   | |
| 16 de agosto de 1939                | 23 de septiembre de 1942            | Estado Mayor del Ministerio de Marina     | Estado Mayor del Ministerio de Marina                                                                     |
| 23 de septiembre de 1942            | 26 de marzo de 1951                 | Alfonso Arriaga Adam                      | |
| 26 de marzo de 1951                 | 17 de octubre de 1952               | Rafael Estrada Arnaiz                     | |
| 24 de octubre de 1952               | 26 de julio de 1956                 | Juan Pastor Tomasety                      | - Ministro de Marina (1952-1956) - Jefe del Estado Mayor de la Armada - Procurador en Cortes              |
| 21 de agosto de 1956                | 25 de febrero de 1957               | Felipe José de Abárzuza y Oliva           | Ministro de Marina (1957-1962)                                                                            |
| 4 de mayo de 1957                   | 17 de enero de 1963                 | Santiago Antón Rozas                      | |
| 17 de enero de 1963                 | 10 de agosto de 1963                | Jerónimo Bustamante de la Rocha           | |
| 10 de agosto de 1963                | 25 de febrero de 1966               | Fernando Meléndez Bojaro                  | |
| 26 de febrero de 1966               | 6 de mayo de 1967                   | Rafael Fernández de Bobadilla y Ragel     | |
| 6 de mayo de 1967                   | 29 de octubre de 1969               | Adolfo Baturone Colombo                   | Ministro de Marina (1969-1973)                                                                            |
| 7 de noviembre de 1969              | 7 de julio de 1972                  | Enrique Barbudo Duarte                    | |
| 7 de julio de 1972                  | 22 de junio de 1973                 | Gabriel Pita da Veiga y Sanz              | Ministro de Marina (1973-1977)                                                                            |
| 22 de junio de 1973                 | 27 de septiembre de 1975            | José Ramón González López                 | |
| 27 de septiembre de 1975            | 19 de noviembre de 1977             | Carlos Buhigas García                     | Almirante general a título póstumo (21 de mayo de 1999)                                                   |
| 23 de noviembre de 1977             | 15 de enero de 1982                 | Luis Arévalo Pelluz                       | Almirante general a título póstumo (21 de mayo de 1999)                                                   |
| 15 de enero de 1982                 | 11 de enero de 1984                 | Saturnino Suanzes de la Hidalga           | Almirante general ad honorem (Desde el 21 de mayo de 1999)                                                |
| 11 de enero de 1984                 | 31 de octubre de 1986               | Guillermo Salas Cardenal                  | Almirante general a título póstumo (21 de mayo de 1999)                                                   |
| 31 de octubre de 1986               | 18 de mayo de 1990                  | Fernando María Nárdiz Vial                | Almirante general ad honorem (21 de mayo de 1999)                                                         |
| 18 de mayo de 1990                  | 14 de febrero de 1994               | Carlos Vila Miranda                       | Almirante general ad honorem (21 de mayo de 1999)                                                         |
| 14 de febrero de 1994               | 27 de junio de 1997                 | Juan José Romero Caramelo                 | Almirante general ad honorem (21 de mayo de 1999)                                                         |
| 27 de junio de 1997                 | 15 de diciembre de 2000             | Antonio Moreno Barberá                    | - Almirante general (21 de mayo de 1999) - Jefe de Estado Mayor de la Defensa (2000-2004)                 |
| 16 de diciembre de 2000             | 30 de abril de 2004                 | Francisco José Torrente Sánchez           | Almirante general                                                                                         |
| 30 de abril de 2004                 | 18 de julio de 2008                 | Sebastián Zaragoza Soto                   | Almirante general                                                                                         |
| 18 de julio de 2008                 | 27 de julio de 2012                 | Manuel Rebollo García                     | Almirante general                                                                                         |
| 27 de julio de 2012                 | 1 de abril de 2017                  | Jaime Muñoz-Delgado y Díaz del Río        | Almirante general                                                                                         |
| 1 de abril de 2017                  | 27 de enero de 2021                 | Teodoro E. López Calderón                 | Almirante general                                                                                         |
| 27 de enero de 2021                 | 10 de febrero de 2021               | Fausto Escrigas Rodríguez                 | Almirante jefe de Personal de la Armada; AJEMA en funciones (por antigüedad).                             |
| 10 de febrero de 2021               | 31 de marzo de 2023                 | Antonio Martorell Lacave                  | Almirante general                                                                                         |
| 31 de marzo de 2023                 | 25 de abril de 2023                 | Carlos Martínez-Merello y Díaz de Miranda | Almirante segundo jefe del Estado Mayor de la Armada; AJEMA en funciones (por antigüedad).                |
| 25 de abril de 2023                 | En el cargo                         | Antonio Piñeiro                           | Almirante general                                                                                         |